# Franz Xaver von Wegele
Franz Xaver von Wegele, född 29 oktober 1823 i Landsberg am Lech, död 17 oktober 1897 i Würzburg, var en tysk historiker.
Wegele blev 1851 extra ordinarie professor vid universitetet i  Jena och 1857 ordinarie professor i historia i Würzburg. Han var av Münchenakademiens historiska kommission betrodd med uppdraget att redigera "Allgemeine Deutsche Biographie" (från 1875 tillsammans med Rochus von Liliencron) och "Forschungen zur deutschen Geschichte". Han utgav även "Thüringische Geschichtsquellen" (två band, 1854-55).